# Бекасницеві
Бекасницеві (Rhagionidae) — родина мух. Вони отримали свою назву через схожість їхнього часто видатного хоботка, який виглядає як дзьоб бекаса.

## Опис
Rhagionidae — це мухи середнього чи великого розміру з тонким тілом і ходулеподібними ногами. Ротовий апарат пристосований до проколювання й багато видів є гематофагами, тоді як інші полюють на інших комах. Зазвичай це коричневі та жовті мухи, без щетини. Личинки також є хижими і здебільшого наземними, хоча деякі є водними.

## Підродини й роди
Arthrocerinae Williston, 1886
- Arthroceras Williston, 1886[6] — Неарктика, Палеарктика

Chrysopilinae Bezzi, 1903
- Chrysopilus Macquart, 1826[8] — Неарктика, Палеарктика, Афротропіка, Неотропіка, Індомалайя
- Schizella Bezzi, 1926[9] — Філіппіни
- Stylospania Frey, 1954[10] — Філіппіни

Rhagioninae Latreille, 1802
- Arthroteles Bezzi, 1926[11] — Афротропіка
- Atherimorpha White, 1914[12] — Австралазія, Неотропіка, Афротропіка
- Desmomyia Brunetti, 1912[13] — Палеарктика, Індомалая
- Rhagio Fabricius, 1775[14] — Неарктика, Палеарктика
- Sierramyia Kerr, 2010 [15] — Неарктика/Неотропіка

Spaniinae Frey, 1954
- Litoleptis Chillcott, 1963[16] — Неарктика, Індомалайя, Неотропіка
- Omphalophora Becker, 1900[17] — Палеарктика, Неарктика
- †Palaeoarthroteles Kovalev & Mostovski, 1997[18]
- Ptiolina Staeger in Zetterstedt, 1842[19] — Неарктика, Палеарктика
- Spania  Meigen, 1830[20] — Неарктика, Палеарктика
- Spaniopsis White, 1914[12] — Австралазія
- Symphoromyia Frauenfeld, 1867[21] — Неарктика, Палеарктика

Incertae sedis
- Alloleptis Nagatomi & Saigusa in Nagatomi, 1982[22] — Сулавесі

## Додаткова література
- Bezzi, M. 1928. Diptera Brachycera and Athericera of the Fiji Islands based on material in the British Museum (Natural History). British Museum (Natural History), London. viii + 220 pp.
- Lindner, E. 1924—1925. Rhagionidae in Die Fliegen der Paläarktischen Region 4 (20) 1–49. ISBN 3-510-43016-6 Keys to genera and species.
- Stuckenberg, B., 1960. Diptera (Brachycera): Rhagionidae. S.Afr. anim. Life 7: 216—308 Keys to genera and species.
- Stuckenberg, B., 1965. The Rhagionidae of Madagascar (Diptera). Ann.Natal Mus. 18:89–170. Keys to genera and species.
- Leonard, M. D., 1930. A revision of the Dipterous family Rhagionidae (Leptidae) in the United States and Canada, Memoirs of the American Entomological Society 7:1–181.[1]
- Malloch, J. R., 1932. Rhagionidae, Therevidae. British Museum (Natural History). Dept. of Entomology [eds] Diptera of Patagonia and South Chile, based mainly on material in the British Museum (Natural History). Part V. Fascicle 3. — Rhagionidae (Leptidae), Therevidae, Scenopinidae, Mydaidae, Asilidae, Lonchopteridae. pp. 199–293.
- Nagatomi, A. & Soroida, K., 1985. The structure of the mouthparts of the orthorrhaphous Brachycera (Diptera) with special reference to blood-sucking. Beitr. Ent. 35 (2): 263—368, 480.

1. ↑  Leonard, Mortimer D. (1930). A revision of the dipterous family Rhagionidae (Leptidae) in the United States and Canada. Memoirs of the American Entomological Society. 7: 1—181, 3 pls. Процитовано 23.06.2022.